# Ignacio Martín Solanas
Ignacio "Nacho" Martín Solanas (Logroño, 10 de julio de 1962) es un exfutbolista y entrenador de fútbol español. Ha jugado 7 temporadas en Primera División de España con el Club Deportivo Logroñés. 
Es el jugador que más partidos oficiales ha disputado del Club Deportivo Logroñés.

## Trayectoria

### Como jugador
Como jugador, pasó casi toda su carrera como futbolista del CD Logroñés del que llegó a ser capitán, disputando más de 200 partidos en Primera División. También jugó dos temporadas en el  FC Barcelona y una en el Real Murcia y Elche CF.

### Como entrenador
Debutó como técnico en el CD Logroñés en Primera División la temporada 1996-1997 como entrenador interino en las jornadas 11.ª y 19.ª antes de volver a su puesto de 2.ª entrenador. Posteriormente entrenó en Segunda División B al CD Calahorra y más adelante al Recreación de La Rioja, siendo cesado la temporada siguiente.
Más tarde, dirige a la UD Logroñés en la temporada 2011-2012 también en Segunda B.

En octubre de 2017 se hace cargo del Club Deportivo Izarra. Sin embargo después de tan solo 12 jornadas es cesado del cargo.
En enero de 2020, firma como entrenador del Club Deportivo Tudelano de la Segunda División B de España, para intentar sacar al equipo navarro de la parte baja de la clasificación.
El 16 de noviembre de 2022, firma como entrenador del Racing Rioja Club de Fútbol de la Segunda Federación.
El 4 de enero de 2023, dejaría de ser entrenador del Racing Rioja Club de Fútbol.

## Clubes

### Como jugador
| Club                     | País   | Año       |
| ------------------------ | ------ | --------- |
| CD Logroñés              | España | 1980-1983 |
| CD Binéfar (cedido)      | España | 1982-1983 |
| Fútbol Club Barcelona    | España | 1983-1985 |
| Real Murcia              | España | 1985-1986 |
| CD Logroñés              | España | 1986-1994 |
| Elche CF                 | España | 1994-1995 |
| Club Deportivo Calahorra | España | 1995-1996 |

### Como entrenador
| Club                        | País   | Año       |
| --------------------------- | ------ | --------- |
| CD Logroñés                 | España | 1996-1998 |
| CD Calahorra                | España | 2001-2003 |
| Recreación de La Rioja      | España | 2005      |
| UD Logroñés                 | España | 2011-2012 |
| Club Deportivo Izarra       | España | 2017      |
| CD Tudelano                 | España | 2020-2021 |
| Racing Rioja Club de Fútbol | España | 2022-2023 |